# Joe Brown (cantante)
Joseph Roger Brown, detto Joe (Swarby, 13 maggio 1941), è un cantante e chitarrista britannico.

## Discografia parziale
- 1962 - A Picture of You
- 1963 - Joe Brown / Mark Wynter (con Mark Wynter)
- 1963 - Joe Brown – Live!	 (live)
- 1964 - Here Comes Joe!
- 1968 - 'Joe Brown
- 1972 - Brown's Home Brew
- 1974 - Together
- 1977 - Joe Brown Live (live)
- 1992 - Come On Joe
- 1997 - Fifty Six and Taller Than You Think
- 1999 - On a Day Like This
- 2004 - Jiggery Pokery
- 2004 - Hittin the High Spots
- 2006 - Down to Earth
- 2008 - More of the Truth
- 2012 - The Ukulele Album